# Bronowo (powiat nowodworski)
Bronowo (niem. Groß Brunau) – wieś w Polsce położona w województwie pomorskim, w powiecie nowodworskim, w gminie Stegna na obszarze Żuław Wiślanych. Wieś jest siedzibą sołectwa Bronowo w którego skład wchodzi również miejscowość Broniewo.
Wieś należąca do Szkarpawy terytorium miasta Gdańska położona była w drugiej połowie XVI wieku w województwie pomorskim. W latach 1975–1998 miejscowość należała administracyjnie do województwa elbląskiego.